# 里诺
里诺（法語：Rhinau，法語發音：[ʁino] ⓘ）是法国下莱茵省的一个市镇，属于塞莱斯塔-埃尔什泰因区。

## 地理
里诺（48°19'10"N, 7°42'10"E）面积17.35 平方千米，位于法国大東部大區下莱茵省，该省份为法国大陆部分最东部的省份，是阿尔萨斯的一部分，今与上莱茵省组成了阿尔萨斯欧洲集体，其南至上莱茵省，西南接孚日省和默尔特-摩泽尔省，西接摩泽尔省，北与德国接壤。
与里诺接壤的市镇（或旧市镇、城区）包括：博夫宰姆、多邦桑、迪博尔赛姆、弗里瑟奈姆、奥伯奈姆、孙杜斯。
里诺的时区为UTC+01:00、UTC+02:00（夏令时）。

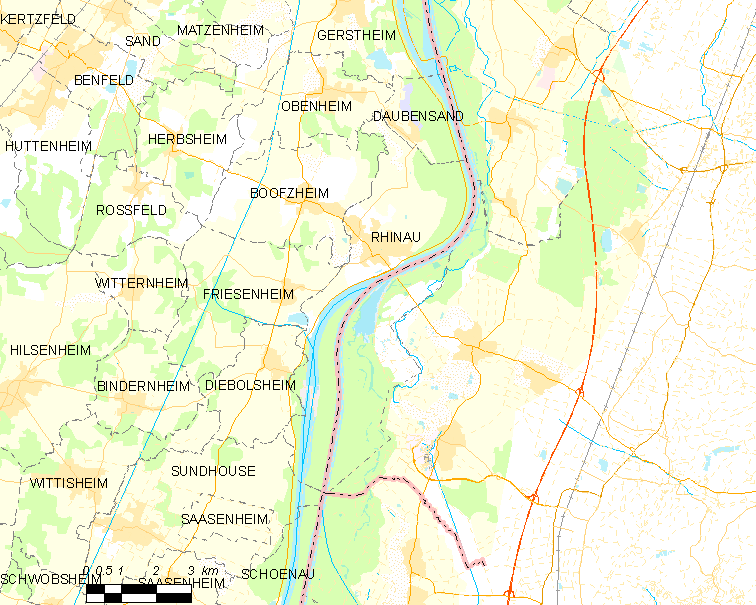
里诺的OSM定位图

## 行政
里诺的邮政编码为67860，INSEE市镇编码为67397。

## 政治
里诺所属的省级选区为埃尔什泰因区。

## 人口

1962-2008年间里诺人口变化图示

里诺于2022年1月1日时的人口数量为2699人。